# 13-й цикл сонячної активності
13-й цикл сонячної активності — одинадцятий цикл сонячної активності від 1755 року, коли розпочався систематичний моніторинг кількості сонячних плям. Сонячний цикл тривав 11,8 року, від березня 1890 року до січня 1902 року. Максимальне протягом цього сонячного циклу значення числа Вольфа для кількості сонячних плям спостерігалося в січні 1894 року і становила 146,5, а початковий мінімум числа Вольфа становив 8,3. Під час мінімуму сонячної активності під час переходу від 13-го до 14-го циклу сонячної активності було загалом 934 дні без сонячних плям.
Протягом 13-го сонячного циклу відбувся ряд інтенсивних сонячно-протонних штормів, а також геомагнітні бурі, зокрема у вересні 1898 року, які вплинули на телеграфні лінії.

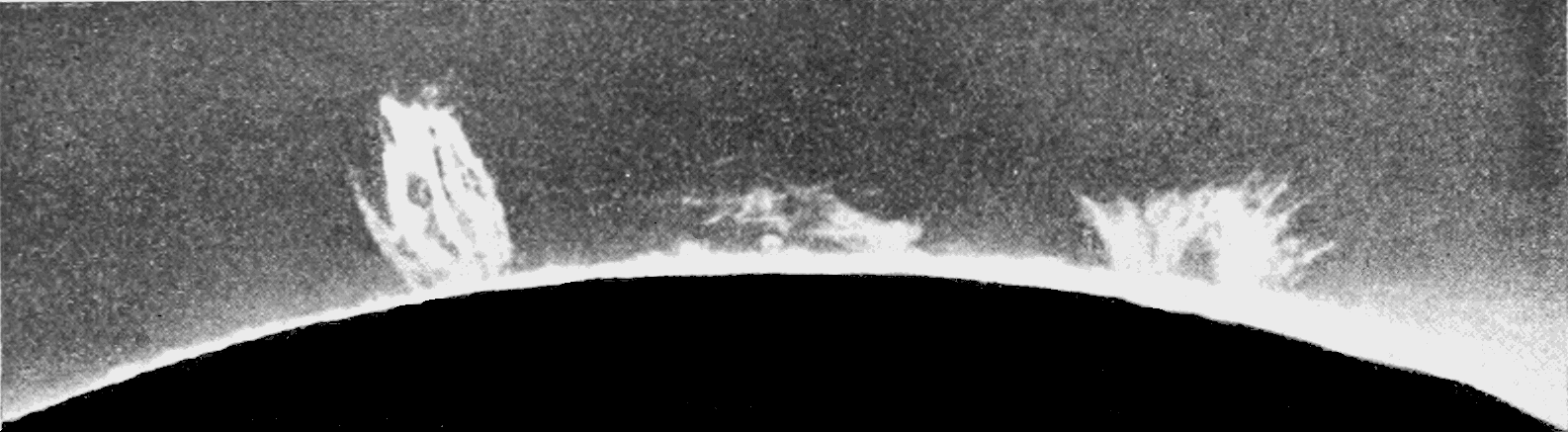
Сонячні протуберанці під час затемнення під час 13-го циклу сонячної активності (28 травня 1900 року).